# Monika Romaszko
Monika Romaszko (* 13. April 2002) ist eine polnische Leichtathletin, die sich auf den Sprint spezialisiert hat.

## Sportliche Laufbahn
Erste internationale Erfahrungen sammelte Monika Romaszko im Jahr 2018, als sie bei den U18-Europameisterschaften in Győr mit 14,06 s im Halbfinale im 100-Meter-Hürdenlauf ausschied und mit der polnischen Sprintstaffel (1000 Meter) mit 2:13,39 min den Finaleinzug verpasste. Anschließend startete sie bei den Olympischen Jugendspielen in Buenos Aires und gelangte dort auf den 17. Platz über 100 m Hürden. 2021 schied sie bei den U20-Europameisterschaften in Tallinn mit 11,78 s im Halbfinale im 100-Meter-Lauf aus und gewann mit der 4-mal-100-Meter-Staffel in 44,79 s die Bronzemedaille. Anschließend schied sie bei den U20-Weltmeisterschaften in Nairobi mit 11,91 s im Semifinale über 100 Meter aus und belegte mit der Staffel in 44,31 s den vierten Platz. 2023 wurde sie bei der 1. Liga der Team-Europameisterschaft im Rahmen der Europaspiele in Chorzów in 42,97 s Zweite und sicherte sich damit gemeinsam mit Marika Popowicz-Drapała, Magdalena Stefanowicz und Ewa Swoboda ligenübergreifen die Silbermedaille hinter dem niederländischen Team. Anschließend schied sie bei den U23-Europameisterschaften in Espoo mit 11,38 s im Halbfinale über 100 Meter aus und belegte im 200-Meter-Lauf in 23,77 s den siebten Platz. Zudem gelangte sie im Staffelbewerb mit 43,87 s auf den sechsten Platz. Im August belegte sie bei den World University Games in Chengdu in 11,61 s den siebten Platz über 100 Meter und gewann mit der Staffel in 44,20 s die Silbermedaille hinter dem chinesischen Team. Bei den World Athletics Relays 2024 auf den Bahamas kam sie in der Finalrunde über 4-mal 100 Meter nicht ins Ziel, sicherte dem polnischen Team aber bereits im Vorlauf einen Startplatz bei den Olympischen Spielen in Paris. Im Juni kam sie bei den Europameisterschaften in Rom im Finale erneut nicht ins Ziel.

## Persönliche Bestzeiten
- 100 Meter: 11,32 s (+0,7 m/s), 1. Juli 2023 in Włocławek
  - 60 Meter (Halle): 7,44 s, 18. Februar 2023 in Toruń
- 200 Meter: 23,22 s (−0,8 m/s), 28. Mai 2023 in Lublin